# Giorgio Azzolini

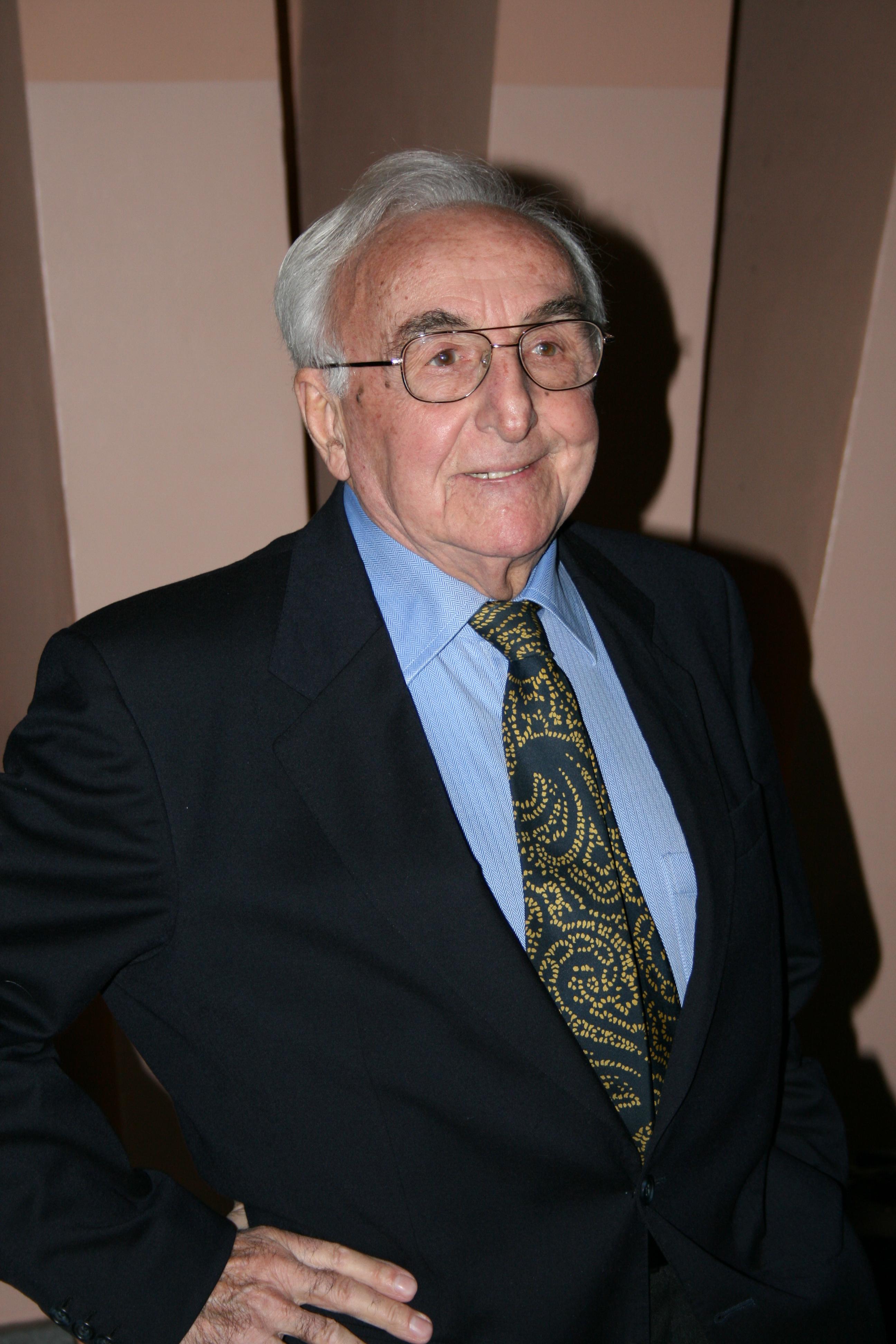
Giorgio Azzolini (2010)

Giorgio Azzolini (* 25. März 1928 in La Spezia; † 12. April 2024 in Mailand) war ein italienischer Jazzmusiker (Kontrabass, Komposition).

## Leben und Wirken
Azzolini studierte zunächst in Florenz bei Antonio Godoli, um dann in Mailand Unterricht in Harmonielehre, Komposition und Arrangement zu nehmen. Im Bereich des Jazz begann er eine intensive Konzerttätigkeit; ab 1955 gehörte er zur Ursprungsbesetzung des Jazzquintetts von Gianni Basso und Oscar Valdambrini. In den 1960er Jahren leitete er eigene Gruppen und wurde zu wichtigen internationalen Jazzfestivals eingeladen.
Weiterhin arbeitete Azzolini mit bekannten Jazzmusikern wie Chet Baker, Billie Holiday, Herb Geller, Teddy Wilson, Helen Merrill, Stéphane Grappelli, Mal Waldron, Toots Thielemans, Dizzy Reece, Maynard Ferguson, Kenny Clarke, Conte Candoli, Slide Hampton, Jean-Luc Ponty, Phil Woods, Lars Gullin, Buddy Collette, Hugo Heredia, Tony Scott, Art Farmer oder Frank Rosolino.
Im Bereich der Popmusik nahm Azzolini neben einer intensiven Tätigkeit als Studiomusiker in Aufnahmestudios an verschiedenen Musikveranstaltungen und nationalen Fernsehsendungen teil. Er begleitete Johnny Dorelli, Ornella Vanoni, Milva, Iva Zanicchi und das Quartetto Cetra auf Tournee und arbeitete auch mit Astor Piazzolla.
Parallel zu seiner Tätigkeit als Interpret widmete Azzolini sich dem Komponieren und dem Unterrichten an der Scuola Civica di Jazz in Mailand; er verfasste zudem zwei Lehrbücher für die Edizioni Curci.

## Diskographische Hinweise
- Tribute to Someone (Ciao ragazzi, 1964, mit Franco Ambrosetti, Dino Piana, Gato Barbieri, Renato Sellani bzw. Pocho Gatti, Lionello Bionda)
- What’s Happening? (CAR Juke Box 1966, mit Franco D’Andrea, Franco Tonani)
- Crucial Moment (CAR Juke Box, 1968, mit Franco D’Andrea, Aldo Romano)
- Azzolini's Spanish Portrait (Jazz d'Essai 1973, mit Sergio Fanni, Eraldo Volonté, Franco D’Andrea, Bruno Biriaco)
- Giorgio Azzolini Big Band (Dire 1977)
- Giorgia Mood (Splasc(H) Records 1987)
- The Scicluna Street – (Right Tempo Classics 1995)
- A Walk Through My Life (CDpM Lion 2002)

## Lexikalischer Hinweis
- Flavio Caprera: Dizionario del jazz italiano. Feltrinelli Editore, 2014